# 冷水坑瀑布
冷水坑瀑布位於南投縣竹山鎮加走寮溪左岸支流，瀑水源於番仔田北方的冷水坑。瀑布標高約600公尺至400公尺，分上下兩層，上層瀑布約60公尺，下層瀑布約120公尺，總落差約200公尺。由前往太極峽谷天梯風景區的農投竹43線路上，可由路邊遠眺下層瀑布。

## 解
1. ↑  根據《臺灣通用電子地圖【NLSC】》、《臺灣通用正射影像【NLSC】》對照。